# آنا ماريا إيوجانو
آنا ماريا إيوجانو (بالرومانية: Ana Maria Iuganu)‏ مواليد 25 فبراير 1990 في رومانيا، هي لاعبة كرة يد رومانية تلعب كجناح أيسر. مثلت منتخب رومانيا لكرة اليد للسيدات.

## سجل المنافسة
شاركت في البطولات التالية:
- بطولة أوروبا لكرة اليد للسيدات 2016

## الإنجازات
- كأس رومانيا:
  - النهائي: 2014، 2016
- كأس السوبر الرومانية:
  - الميدالية الفضية: 2014، 2016

## روابط خارجية
- آنا ماريا إيوجانو على موقع الاتحاد الأوروبي لكرة اليد (الإنجليزية)